# The Cars (album)
Az 1978-as The Cars a The Cars debütáló nagylemeze. A Just What I Needed és My Best Friend's Girl slágerekkel sokszor szerepelt az AOR rádiókon, az év végére egymillió példányban kelt el. A listákon is nagy sikereket ért el, a Billboard 200-on 139 hétig maradt fent.
1999. április 20-án jelent meg új kiadása. A Rolling Stone magazin Minden idők 500 legjobb albuma listáján a 279. helyet szerezte meg. Szerepel továbbá az 1001 lemez, amit hallanod kell, mielőtt meghalsz című könyvben. A lemez borítóján Natalya Medvedeva orosz születésű modell, újságíró és zenész látható.

## Az album dalai
| 1. | Good Times Roll              | Ric Ocasek | 3:44 |
| 2. | My Best Friend's Girl        | Ocasek     | 3:44 |
| 3. | Just What I Needed           | Ocasek     | 3:44 |
| 4. | I'm in Touch with Your World | Ocasek     | 3:31 |
| 5. | Don't Cha Stop               | Ocasek     | 3:01 |

| 6. | You're All I've Got Tonight | Ocasek              | 4:13 |
| 7. | Bye Bye Love                | Ocasek              | 4:14 |
| 8. | Moving in Stereo            | Greg Hawkes, Ocasek | 4:41 |
| 9. | All Mixed Up                | Ocasek              | 4:14 |

## Helyezések és eladási minősítések

### Album
| Cím      | Kiadás       | Helyezés, listán töltött hetek | Helyezés, listán töltött hetek | Helyezés, listán töltött hetek | Helyezés, listán töltött hetek |
| -------- | ------------ | ------------------------------ | ------------------------------ | ------------------------------ | ------------------------------ |
| Cím      | Kiadás       | US                             | UK                             | AU                             | NZ                             |
| The Cars | 1978. június | 18 139                         | 29 15                          | 35 42                          | 5 85                           |

### Kislemezek
| Cím                   | Kiadás        | Helyezés, listán töltött hetek | Helyezés, listán töltött hetek | Helyezés, listán töltött hetek | Helyezés, listán töltött hetek | Helyezés, listán töltött hetek |
| --------------------- | ------------- | ------------------------------ | ------------------------------ | ------------------------------ | ------------------------------ | ------------------------------ |
| Cím                   | Kiadás        | US                             | UK                             | AU                             | NZ                             | NL                             |
| Just What I Needed    | 1978. május   | 27 17                          | 17 10                          | 96 1                           | 38 2                           | –                              |
| My Best Friend's Girl | 1978. október | 35 15                          | 3 10                           | 67 10                          | –                              | 40 4                           |
| Good Times Roll       | 1979. március | 41 10                          |                                |                                |                                |                                |

a "–" a helyezést el nem ért kislemezeket jelöli, az üres mező az adott országban kiadatlan kislemezeket

### Eladási minősítések
| Szervezet     | Minősítés     | Dátum              |
| ------------- | ------------- | ------------------ |
| RIAA – U.S.   | arany         | 1978. október 16.  |
| RIAA – U.S.   | platina       | 1978. december 27. |
| CRIA – Kanada | platina       | 1979. június 1.    |
| CRIA – Kanada | dupla platina | 1979. június 1.    |
| RIAA – U.S.   | 6x platina    | 1995. április 5.   |

## Közreműködők
- Ric Ocasek – ritmusgitár, ének az 1., 2., 4., 5., és 6. dalon
- Elliot Easton – szólógitár, háttérvokál
- Greg Hawkes – billentyűk, ütőhangszerek, szaxofon, háttérvokál
- Benjamin Orr – basszusgitár, ének a 3., 7., 8. és 9. dalon
- David Robinson – dob, ütőhangszerek, elektromos ütőhangszerek, háttérvokál